# St. Pantaleon (Köln)

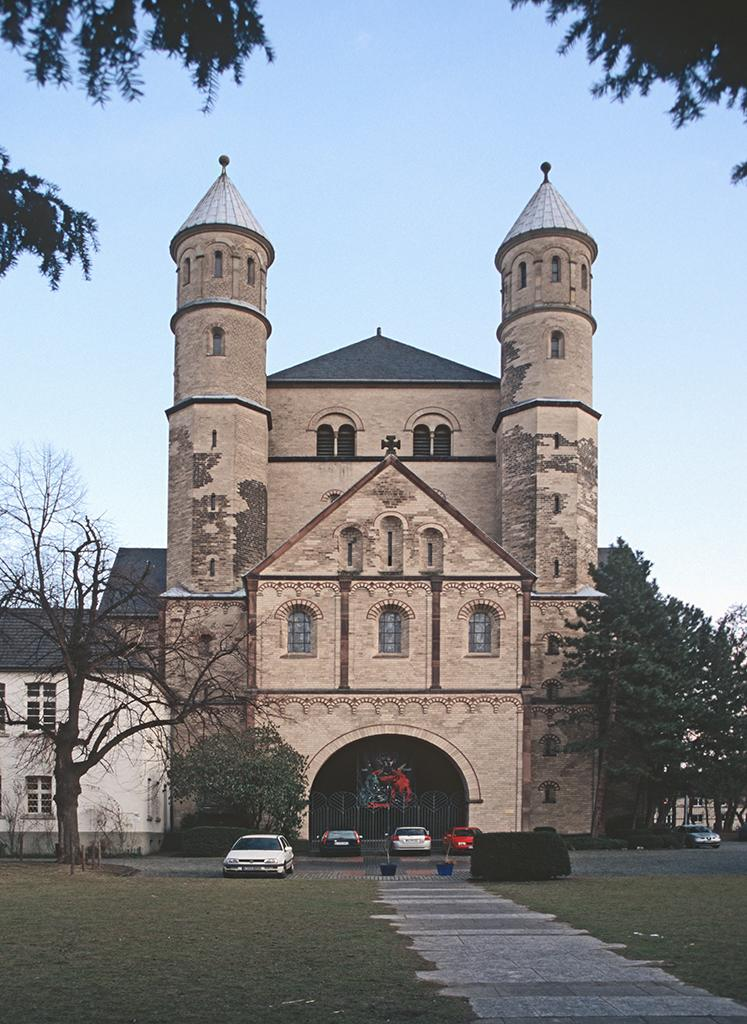
Köln, St. Pantaleon (2006)

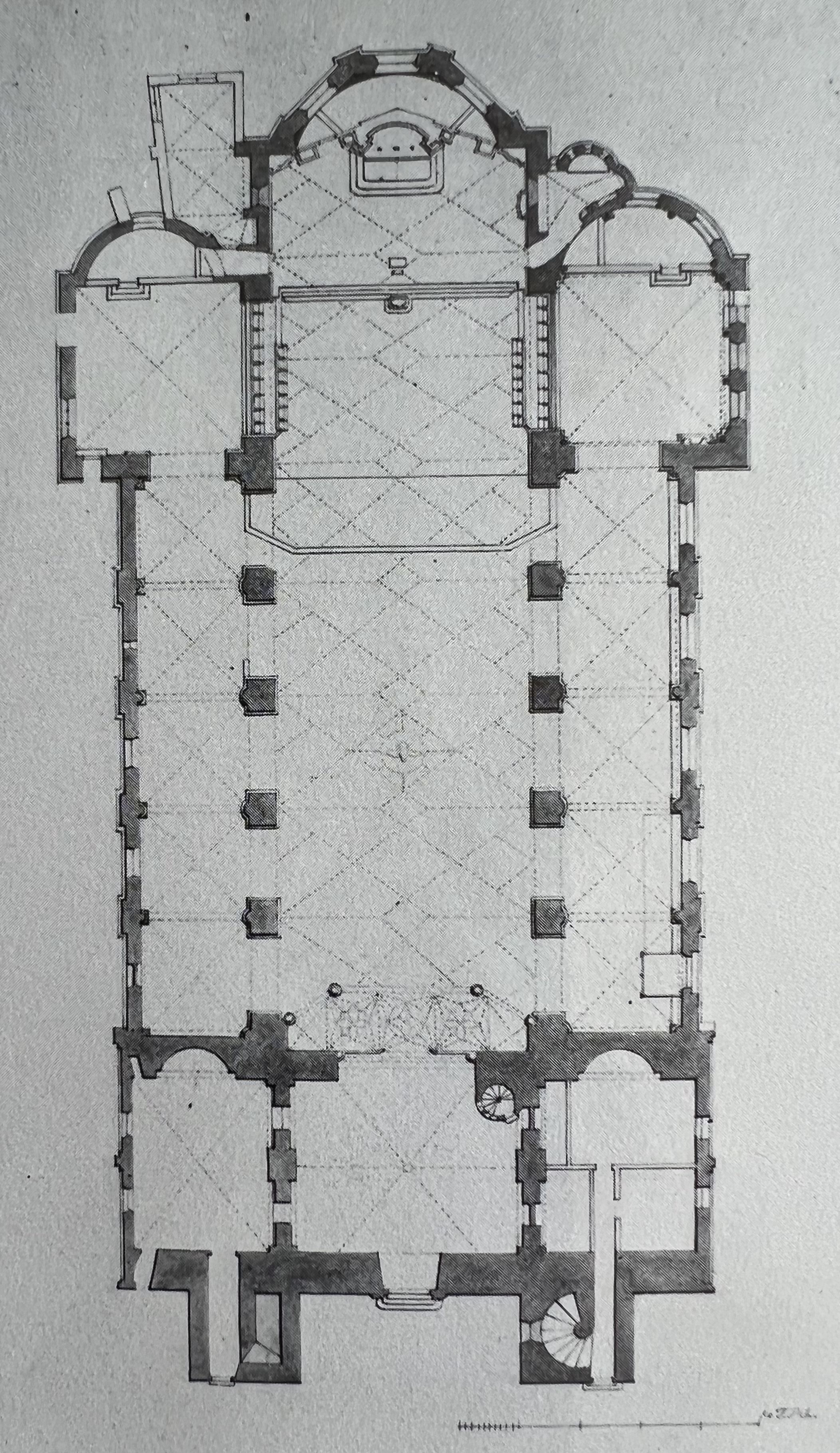
Grundriss der Kirche

St. Pantaleon ist ein frühromanischer Kirchenbau in Köln im Bereich der südlichen Altstadt. Sie ist eine der zwölf großen romanischen Basiliken in der Altstadt Kölns, deren Erhalt vom Förderverein Romanische Kirchen Köln unterstützt wird. Die Kirche ist dem heiligen Pantaleon sowie Cosmas und Damian geweiht. Der griechische Name des spätantiken Märtyrers Pantaleon lautet Panteleímon (Παντελεήμων) und bedeutet „Allerbarmer“. Die Kirche diente Mönchen der gleichnamigen Benediktinerabtei bis zur Säkularisation des Klosters Ende des 18. Jahrhunderts als Abteikirche.

## Geschichte

### Römerzeit
Auf eine römische Holzbauphase des 1. Jahrhunderts folgt die Nutzung des Hügels, auf dem die heutige Kirche steht, durch ein außerhalb der Stadtmauern gelegenes Landgut (villa suburbana). Reste der römischen Bebauung, die genauso wie alle Nachfolgebauten um 31° von der exakten Ostrichtung abweicht, sind unter dem Chor und außerhalb von St. Pantaleon gefunden worden. Diese römische Villa im Südwesten Kölns bestand zwischen dem 2. und 4. Jahrhundert. Danach bricht die Nutzung des Geländes zunächst ab. Fritz Fremersdorf und zuletzt Sven Schütte nahmen eine Nutzung der Villa im Rahmen des christlichen Kultes an. Archäologische oder historische Indizien für eine solche Annahme fehlen jedoch völlig.

### Mittelalter

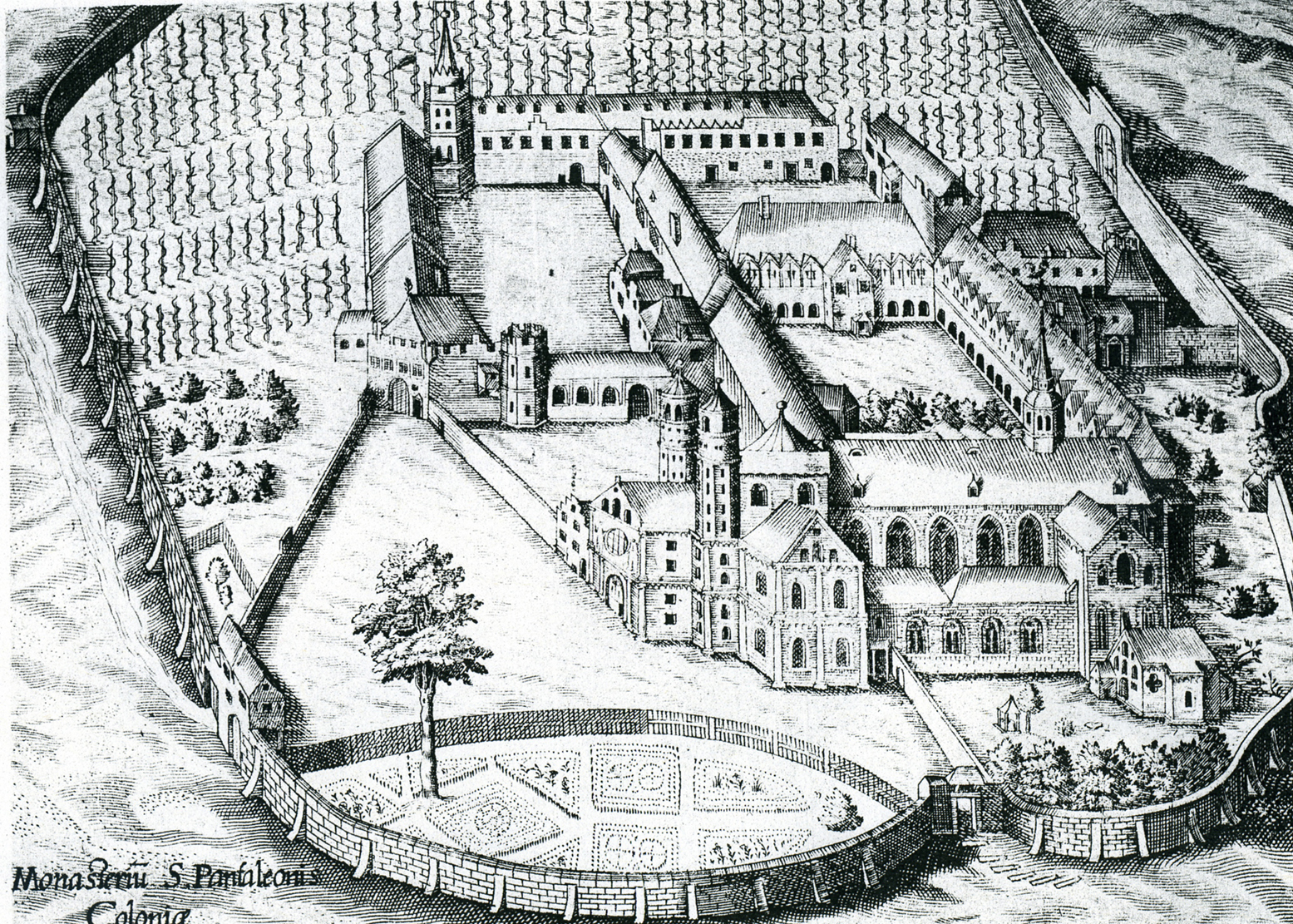
Abtei um 1625

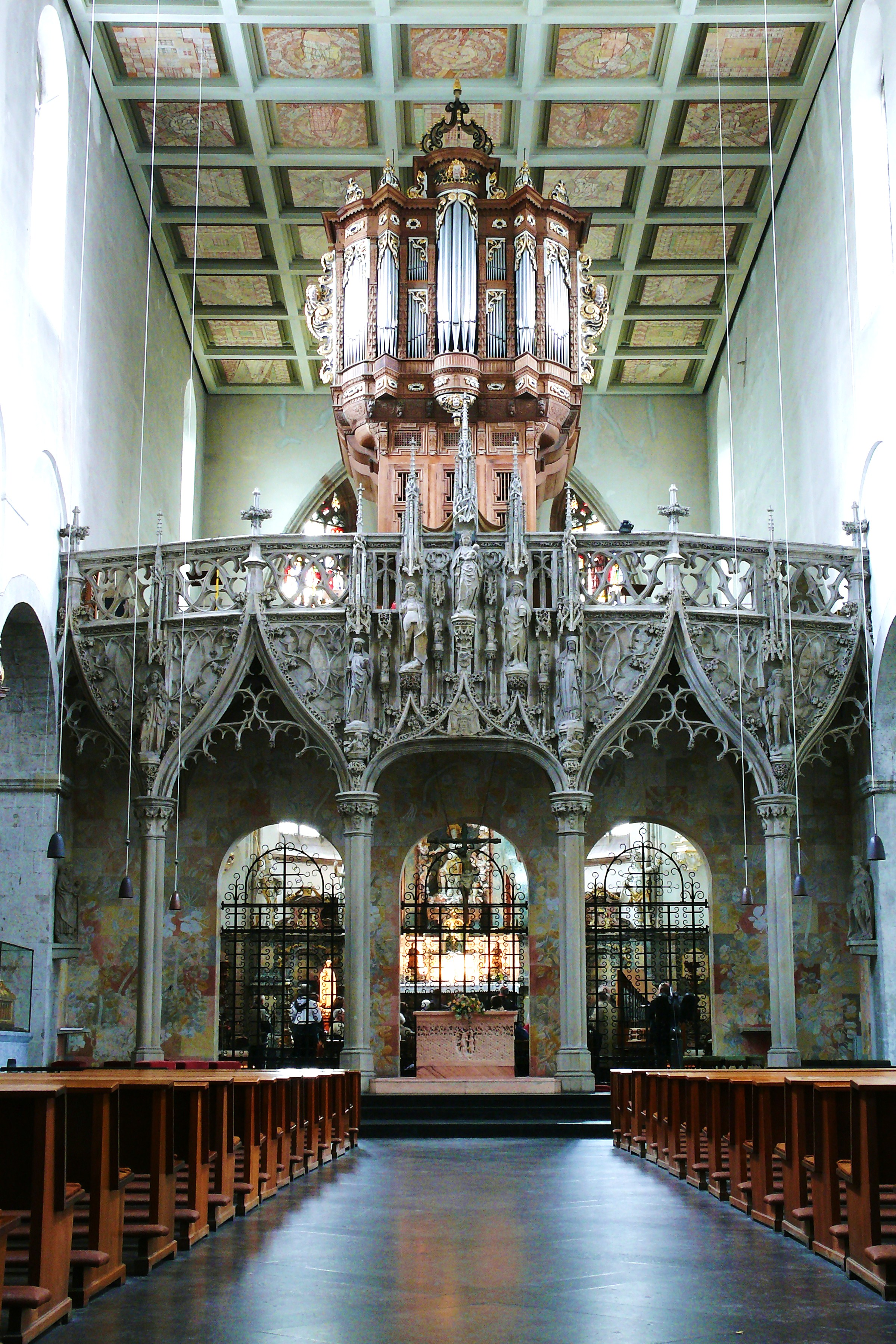
Gotischer Lettner

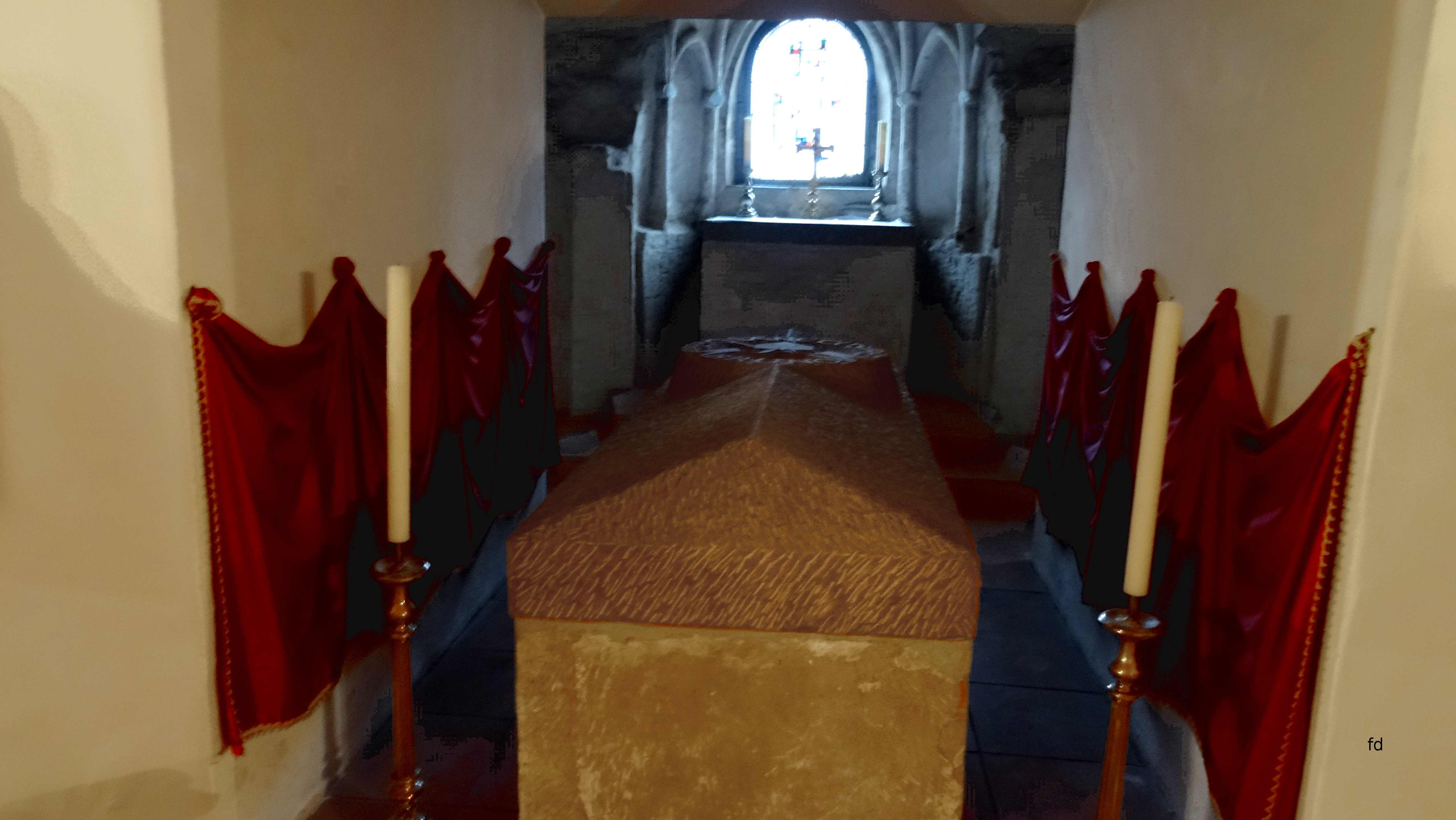
Sarkophag Brunos in der Krypta

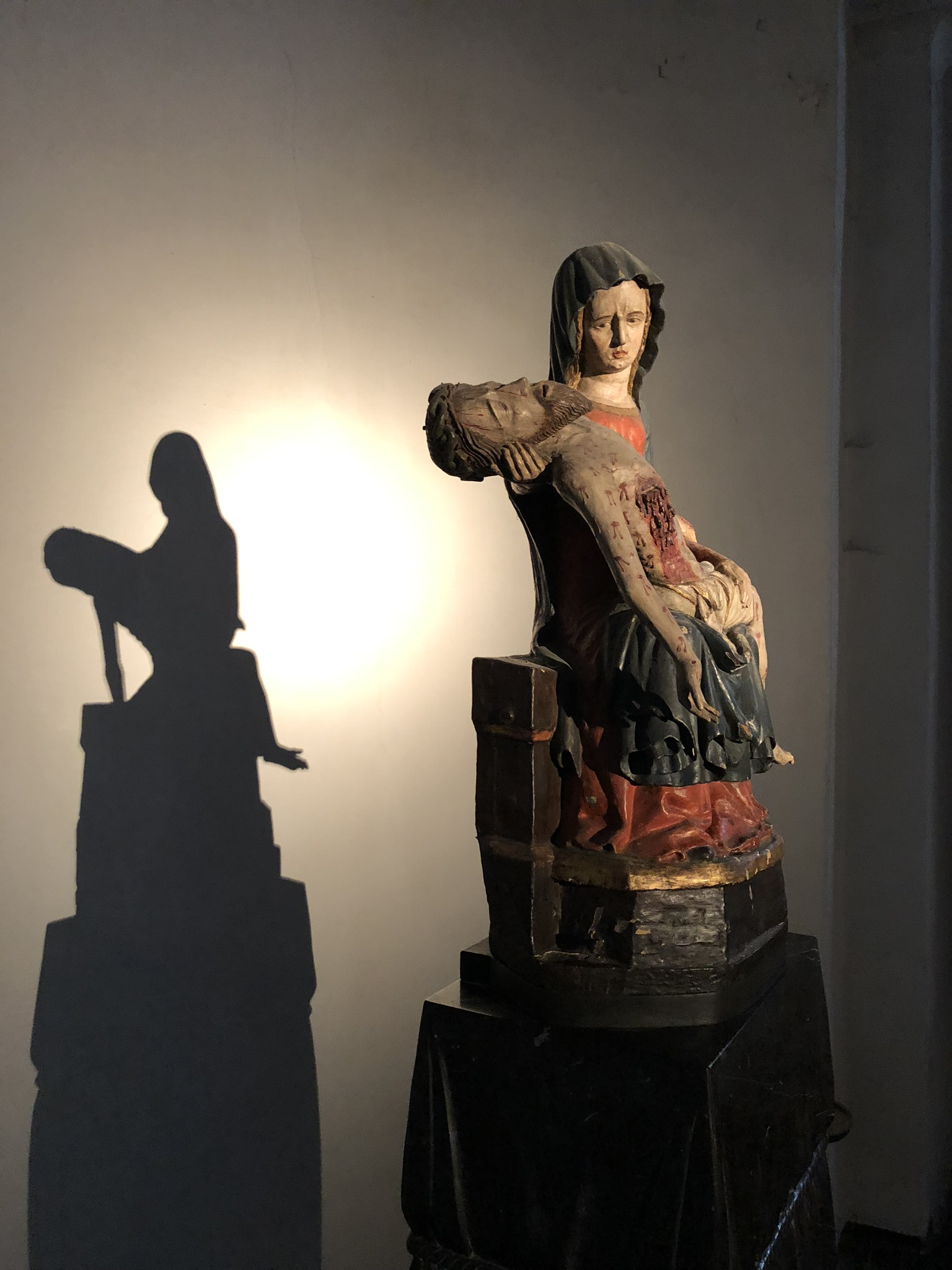
Pietà

In der nächsten Phase der Nutzung des Geländes sind Gräber des 6./7. Jahrhunderts zu ermitteln. Auch noch in der späten Merowingerzeit wurden teils reich ausgestattete Gräber in trapezförmigen Kalksteinsarkophagen an dieser Stelle eingebracht, die die Bedeutung eines zu diesem Zeitpunkt hier bereits bestehenden Bauwerks hen. Erstmals im Jahr 866 wurde die Kirche in der sogenannten Guntharschen Güterumschreibung schriftlich an diesem Ort erwähnt. 
Erzbischof Brun (Bruno) von Köln, der Bruder Kaiser Ottos des Großen, gründete hier im Jahr 955 ein Benediktinerkloster und ermöglichte durch eine Stiftung im Jahre 957 den Bau von St. Pantaleon. Otto I. bedachte die von ihm gegründete Klosteranlage mit vielen Schenkungen. Aus dieser Zeit stammt das bis heute erhaltene Mittelschiff mit einer Breite von 13 Metern. Bei den folgenden Baumaßnahmen wurden die Gebeine des Heiligen Maurinus von Köln aufgefunden.
Der Patriziniumsheilige Pantaleon stammte aus Nikomedia, dem heutigen İzmit. St. Pantaleon in Köln ist die älteste Pantaleonskirche westlich von Byzanz. Erste Reliquien wurden entweder über Aachen in der Karolingerzeit oder bereits früher übertragen. Erzbischof Gero soll 971 auf seiner Gesandtschaft nach Byzanz, bei der er die Hochzeit Otto II. mit Theophanu aushandelte, den „Leib des heiligen Pantaleon“ beschafft haben. 
Wohl unter der Kaiserin Theophanu oder wenig später wurde das Westwerk neu errichtet und nach 980, dem Jahr der Weihe, mit dem monumentalen Skulpturenzyklus an der Außenseite der Westfassade versehen. Unter einer von drei Engeln flankierten Majestas Domini standen monumentale Heiligenfiguren der Titularheiligen Cosmas und Damian und Pantaleon, sowie darunter weitere Heilige (Albanus/Quirinus und Maurinus – Zuschreibung unsicher).
Die Kaiserin Theophanu weilte zwischen 985 und 990 jedes Jahr mindestens einmal in Köln. 986 und 988 feierte sie das Weihnachtsfest hier. Neben herrschaftlichem Glanz brachte sie auch den Nikolauskult aus Konstantinopel mit. Sie liegt gemäß ihrem Wunsch in der Kirche begraben. Theophanu war die Nichte des oströmischen Kaisers Johannes I. Tzimiskes. Sie brachte weitere Reliquien aus Rom mit nach Köln. Mit ihrer Vermählung mit dem Kaiser des Heiligen Römischen Reiches Otto II. wurde nach Jahrhunderten des Streites eine friedvolle Koexistenz der beiden mittelalterlichen Römischen Reiche begründet. Auch der Bruder Ottos I., der Klostergründer Bruno, Erzbischof von Köln, liegt gemäß seinem Wunsch in der Krypta der Kirche begraben. Die heutige Abdeckung des Sarkophags Theophanus stammt von Sepp Hürtgen.
Im archäologischen Befund sind zwei karolingische und ottonische Bauphasen nachweisbar, deren reiche Bauausstattung teilweise bekannt ist. Annexbauten und eine Kryptenanlage wurden errichtet. Für das 10. Jahrhundert sind Fragmente von Monumentalskulpturen überliefert. Reste eines Engels und eines Drachen sollen nach den Ausführungen von D. Hochkirchen bereits karolingisch sein. Grundmauern eines westlich der Kirche ergrabenen Zentralbaus mit acht alternierenden Seiten gehören vielleicht zu einer Memoria oder einem Baptisterium. Die Hypothese, es handele sich um das Mausoleum Erzbischof Brunos, ist durch das Fundmaterial, das den Bau in das 9. Jahrhundert verweist, hinfällig. Bei der Sanierung wurde 2021 altes Bauholz gefunden, das durch Radiocarbonuntersuchung in einen Zeitraum zwischen 892 und 992 eingeordnet werden konnte. Der heutige Westbau ist also als Konstruktion des späten 10. Jahrhunderts nachgewiesen, wobei die Vorhalle  im 19. Jahrhundert nach dem älteren Bestand rekonstruiert wurde.
In der Zeit Annos II. wurde die Abtei um 1070 zwangsweise im Sinne der Siegburger Reform umgestaltet, die das Kloster enger an den Bischof band. Dies führte in Köln zu gewalttätigen Unruhen. 
Um 1160 wurde die einschiffige karolingische und ottonische Saalkirche unter dem Abt Wolbero zu einer dreischiffigen Basilika erweitert. Etwa aus dieser Zeit stammt eines der ältesten Tympanonreliefs Deutschlands. Ursprünglich befand sich das Relief mit der Darstellung einer Deësisgruppe über dem Portal des Nordquerhauses und wird heute im Museum Schnütgen in Köln aufbewahrt. 
Im Verlauf der hochmittelalterlichen Stadterweiterungen und Ummauerung Kölns wurde St. Pantaleon dann in das Stadtgebiet einbezogen. 
Während des Spätmittelalters wurden andere Klöster in und um Köln erheblich mehr mit Stiftungen bedacht.
Aus dem Mittelalter stammen eine Pieta, die 1965 aus dem Kunsthandel erworben und deren Jesuskopf wohl überschnitzt wurde, sowie eine Madonna mit Kind und Krone, beide Kunstwerke aus dem 15. Jahrhundert und aus Holz.
Der Maurinusschrein und der Albinusschrein stammen aus der 2. Hälfte des 12. Jahrhunderts und zeigen Einflüsse des Nikolaus von Verdun.
Des Weiteren stammen auch aus dieser Zeit das Chorgestühl (14. Jahrhundert) und ein Kruzifix aus dem 15. Jahrhundert.

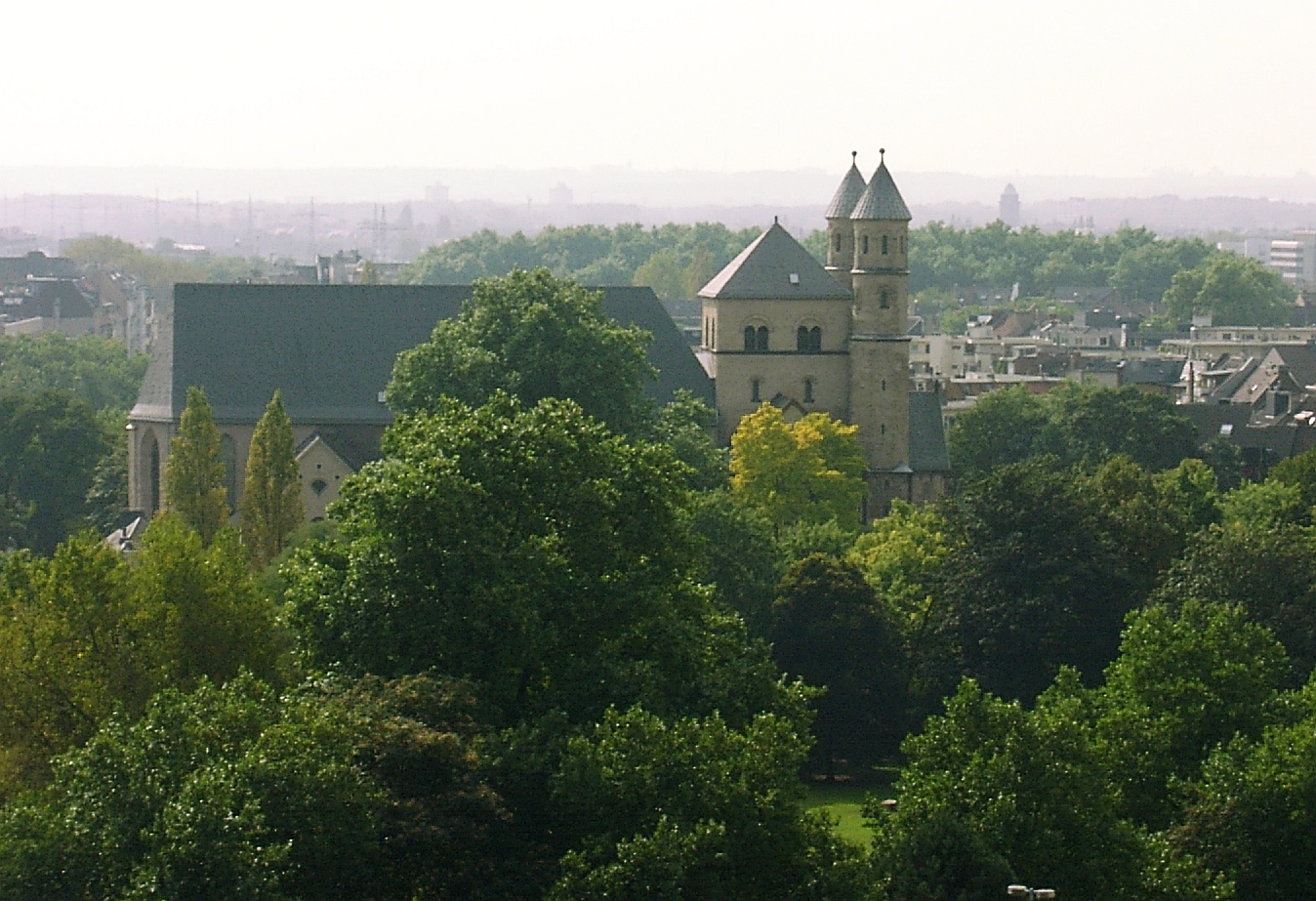
Ansicht vom Wasserturm aus

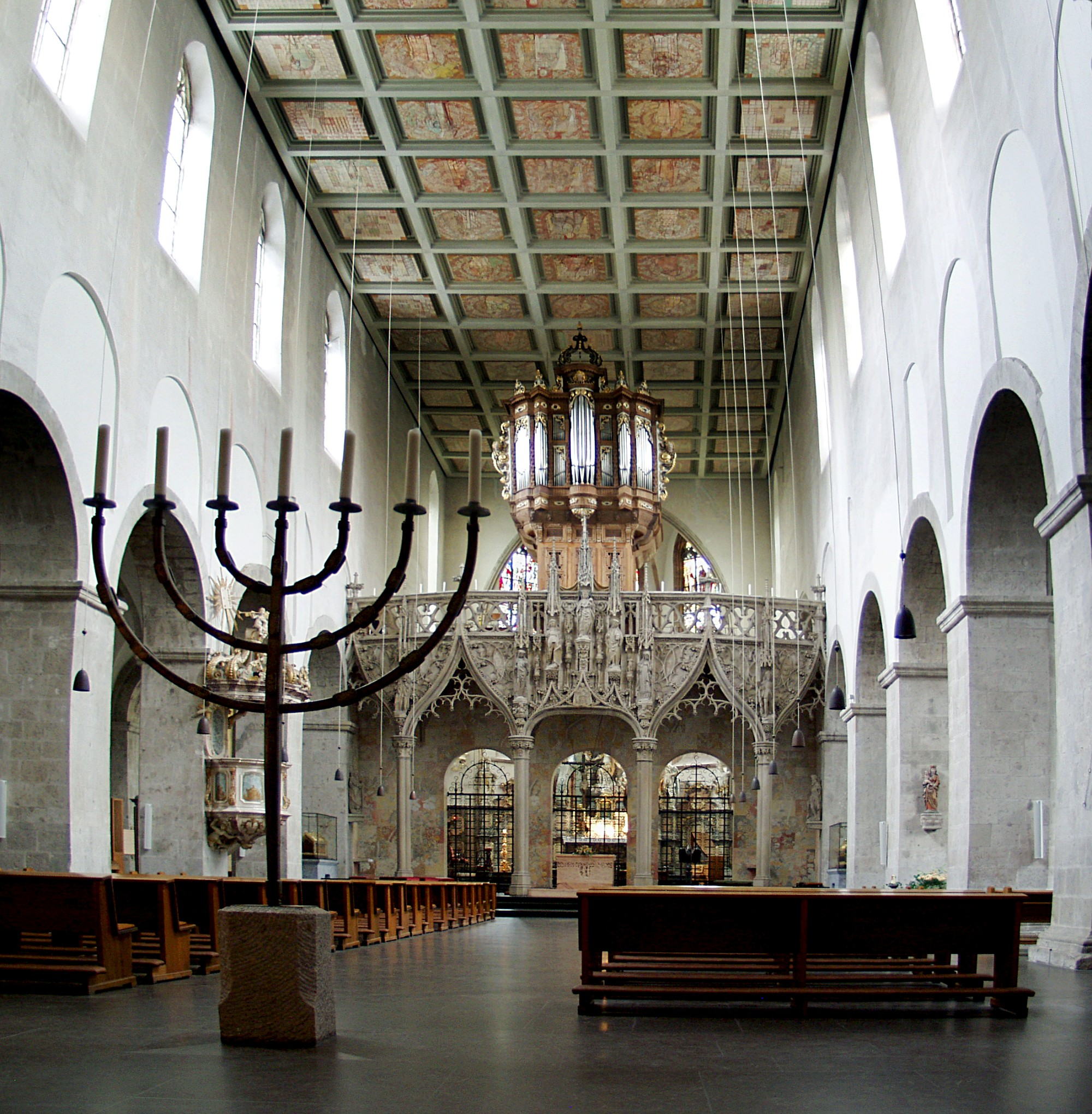
Innenraum

### Neuzeit
Zu Beginn des 16. Jahrhunderts wurde der spätgotische Lettner errichtet, welcher heute die Orgel trägt. Von etwa 1520 stammt eine Kalvarienbergdarstellung im Stil der Kölner Malerschule. Am Fuße des Gemäldes hat sich der Künstler selbst mit Pinsel und Farbpalette dargestellt. Es handelt sich um einen Franziskaner. Dargestellt ist unter anderem der Heilige Franz von Assisi, der den heiligen Kelch hält, um damit das Blut Christi aufzufangen. Das Werk wurde im 19. Jahrhundert erworben.
Ab 1618 wurde die Kirche in mehreren Bauabschnitten nachgotisch modernisiert. Davon ist heute noch der Orgelprospekt von 1652 und die Chorausstattung nebst Kanzel von 1747 erhalten. Zur gleichen Zeit entstand eine reiche Ausmalung des Netzgewölbes und des Chores, die Szenen aus dem Leben Marien, des Hl. Benedikt und der Hl. Scholastika zeigte. Diese wurde nach den Zerstörungen des Zweiten Weltkrieges nicht wiederhergestellt. Möglicherweise befinden sich unter dem weißen Anstrich im Chor noch Fragmente dieser Ausmalung. 
Baufälligkeit führte 1757 zum Einsturz eines der beiden Seitentürme und danach zur Erneuerung des Mittelturms und der beiden Seitentürme in verminderter Größe mit barocken Turmabschlüssen.

St. Pantaleon war die westlichste Station des optischen Telegrafen Berlin - Koblenz

Die französische Besetzung Kölns 1794 brachte die Auflösung des Klosters mit sich. Die Kirche wurde zunächst Pferdestall, in der Preußenzeit nach 1815 dann evangelische Garnisonskirche. Auf dem Mittelturm wurde ein optischer Telegraph installiert, der die schnelle Übermittlung von Nachrichten von und nach Berlin ermöglichen sollte.

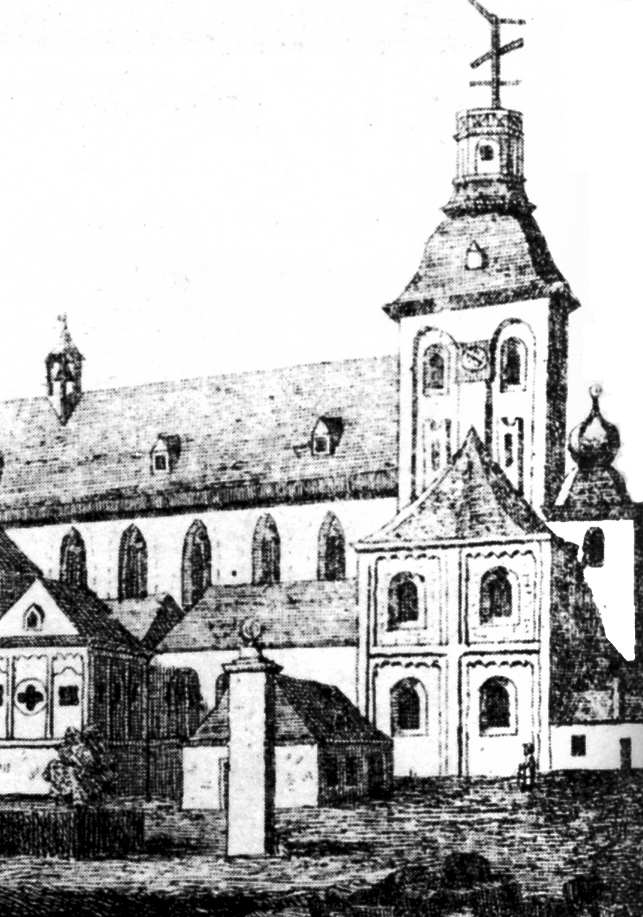
Zeitgenössische Darstellung der Station St. Pantaleon

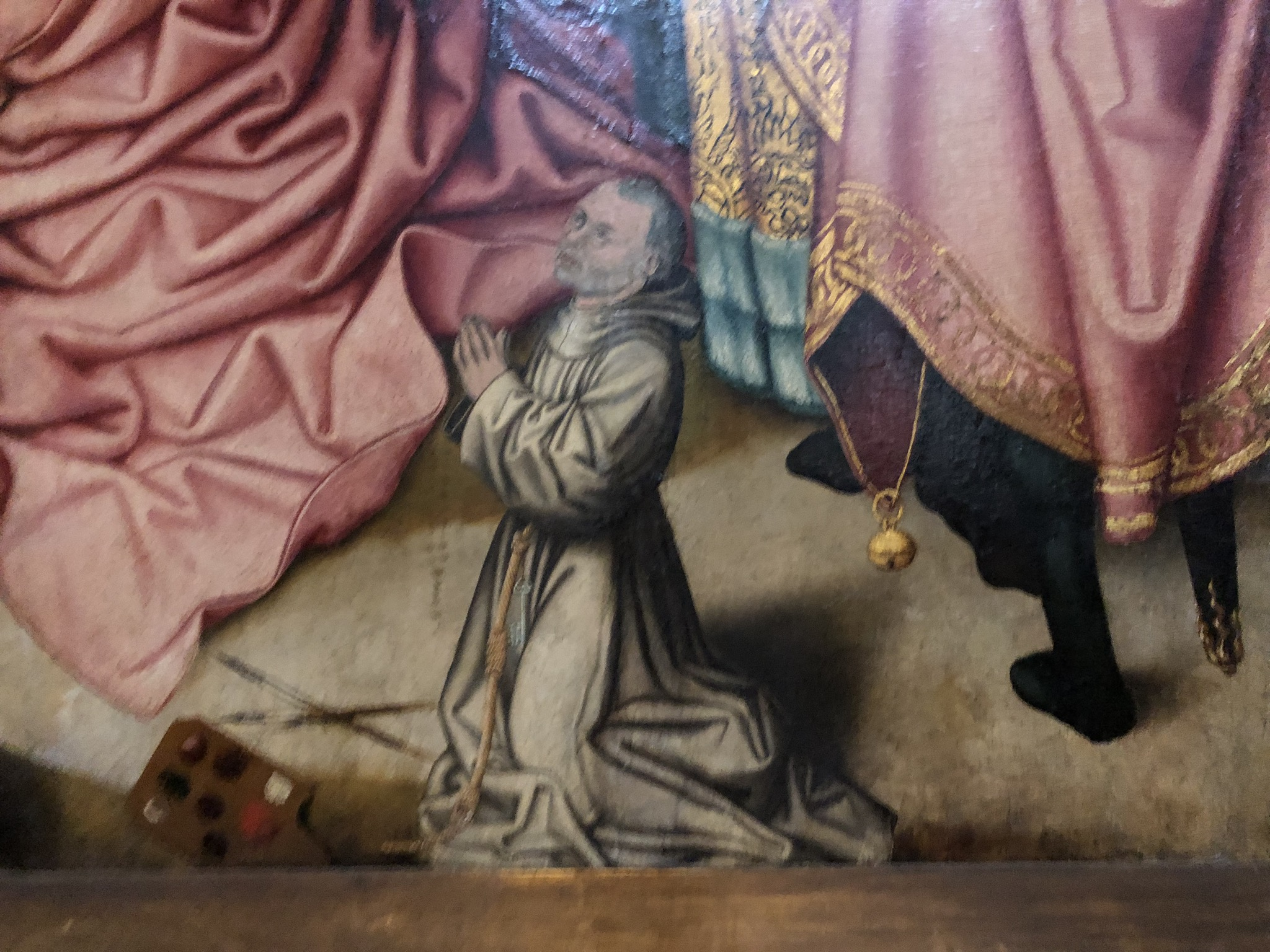
Kalvarienbergdarstellung: Detail mit Künstler

Nachdem diese Einrichtung durch die Entwicklung der elektrischen Telegraphie nicht mehr benötigt wurde, wurde das Westwerk 1890–92 romanisch restauriert.
Finanziert wurde die Restaurierung durch das preußische Kriegsministerium, da St. Pantaleon als Garnisonskirche Eigentum der Armee war.
Glasfenster für die Kirche schufen die Künstler Alexander Linnemann und sein Sohn Otto Linnemann aus Frankfurt. Zwei der alten Kirchenfenster wurden von der Köln-Lindenthaler Glasmalerei Schneiders und Schmolz restauriert.
In der Zeit nach dem ersten Vatikanischen Konzil feierten in der preußische Garnisonskirche St. Pantaleon zunächst ab 1872 auch die Katholiken ihre Gottesdienste, die exkommuniziert worden waren, weil sie den neuen Dogmen von der päpstlichen Unfehlbarkeit und dem päpstlichen Jurisdiktionsprimat aus Gewissensgründen die Anerkennung verweigerten. Im Jahr 1874 wurden sie als eigenständige alt-katholische Gemeinde anerkannt und bezog später mit der neugebauten Pfarrkirche Christi Auferstehung ihr eigenes Gotteshaus.
Nach der Entmilitarisierung des Rheinlands tauschte die evangelische Gemeinde 1922 St. Pantaleon gegen die wenige hundert Meter entfernte Kartäuserkirche mit ihren Klostergebäuden beim preußischen Staat ein. St. Pantaleon wurde danach katholische Pfarrkirche.
Im Zweiten Weltkrieg wurden das Dach, Teile der Außenmauern und ein Großteil der Inneneinrichtung zerstört. Wertvollere Teile, wie zum Beispiel die Schreine, der Hochaltar und der Lettner wurden vorher geschützt oder ausgelagert. Der Wiederaufbau versuchte weitgehend die romanische Architektur wiederherzustellen. Gleichzeitig fanden zwischen 1955 und 1962 Ausgrabungen statt. Das Deckengewölbe wurde wieder durch eine Flachdecke ersetzt. Deren 94 Kassetten wurden durch den Kölner Glasmaler Dieter Hartmann gestaltet. In dem barocken Orgelgehäuse befindet sich seit 1963 eine neue Orgel der Firma Klais. Die Wand hinter dem Lettner wurde von dem Kölner Maler Clemens Fischer in leichter Fresco-Secco-Malerei gestaltet.
In der linken Seitenapsis wurde eine von Elmar Hillebrand und Clemens Hillebrand gestaltete Heiligenkapelle für den Hl. Josefmaria, Gründer des Opus Dei, eingerichtet, die am 10. August 2006 vom Kölner Erzbischof Kardinal Meisner eingeweiht wurde.
Die Pfarrei wird durch Priester der Personalprälatur Opus Dei geleitet.

## Gedenken an Theophanu

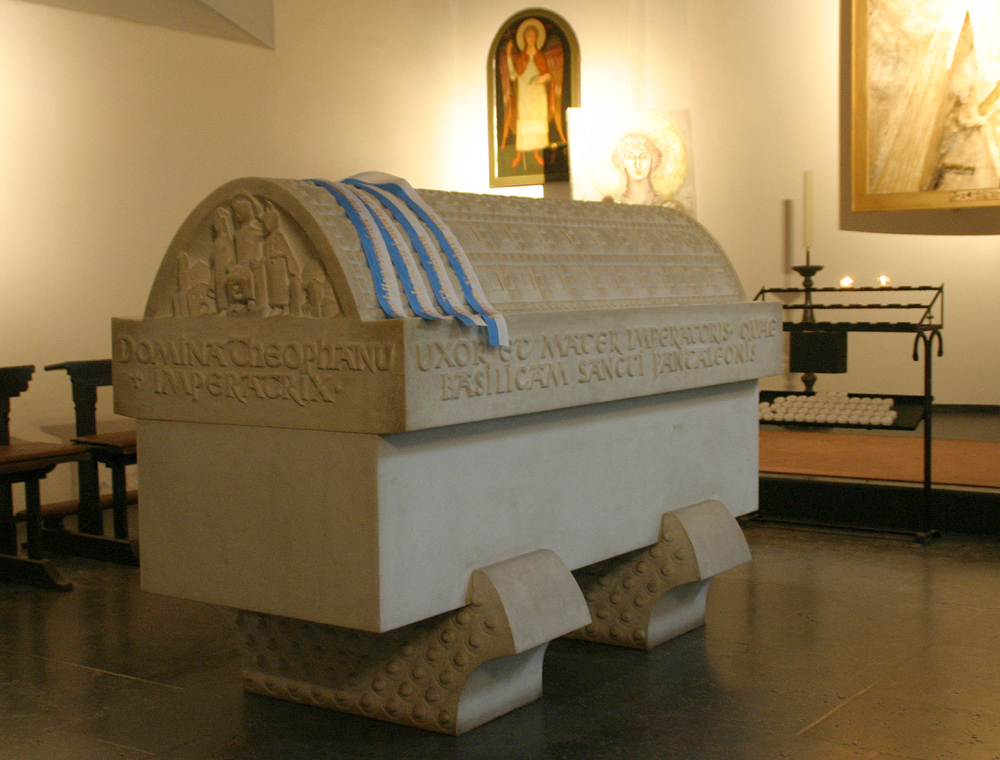
Theophanu-Sarkophag

Kaiserin Theophanu starb bereits in jungen Jahren am 15. Juni 991 auf einem Reichstag in Nijmegen. Sie war vermutlich kaum älter als 31 Jahre. Ihr Geburtsdatum ist nicht überliefert. Eine Geburt um 960 ist aber wahrscheinlicher als die – noch oftmals angeführte – Datierung um 955. Sie wurde gemäß ihrem Wunsch in St. Pantaleon bestattet. Acht Jahrhunderte lang wurde am 15. Juni eines jeden Jahres eine Gedenkmesse zu Ehren Theophanus gefeiert, bis Napoleon im Jahr 1803 die Abtei aufhob. Die Pfarrgemeinde nahm die Tradition im Jahr 1991 zum tausendsten Todestag mit einer europäisch angelegten Feier wieder auf. Theophanu ist in einem Sarkophag aus weißem griechischem Marmor bestattet, den der Bildhauer Sepp Hürten im Jahr 1965 schuf und der heute im Westwerk der Kirche steht.

## Orgel

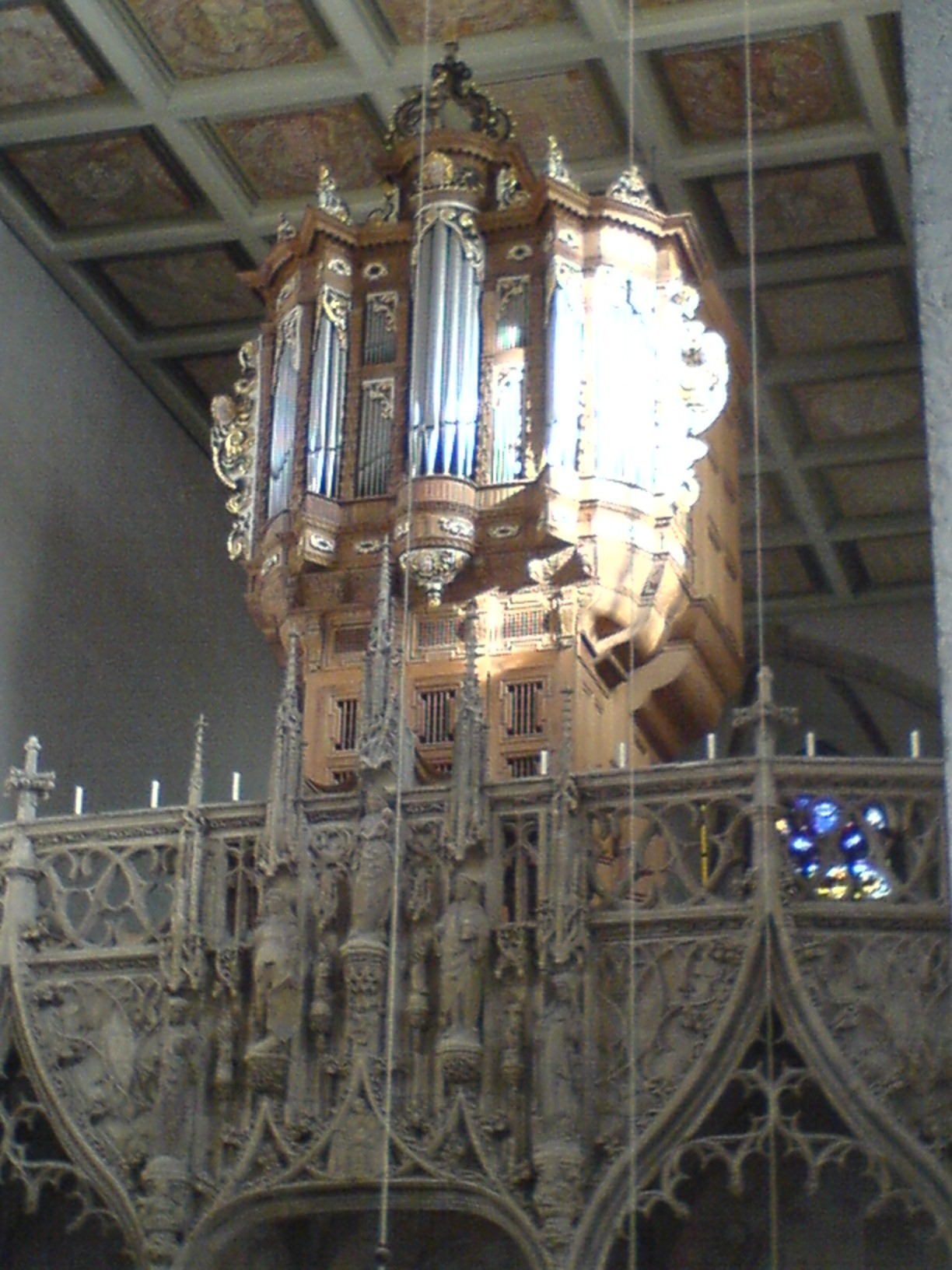
Klais-Orgel

Die Orgel auf dem Lettner wurde 1963 von Johannes Klais (Bonn) erbaut. Der siebenachsige Orgelprospekt aus dem Jahr 1652 im Stil des Frühbarock geht auf einen nicht näher bekannten Meister Balthasar zurück und ist der älteste erhaltene Prospekt in Köln. Der runde Mittelturm, der auf dem Gehäuse von einer Krone verziert wird, wird von zweigeschossigen Flachfeldern flankiert. An die schmalen Spitztürme schließen sich außen konvexe Felder an. Die Blindflügel haben vergoldete Voluten und Engelköpfe; vergoldetes Schleierwerk schließt die Pfeifenfelder nach oben ab.
| I Hauptwerk C–g3 |        |
| Gedacktpommer 0  | 16′    |
| Principal        | 08′    |
| Gemshorn         | 08′    |
| Octav            | 04′    |
| Rohrflöte        | 04′    |
| Quinte           | 02 ⁄3′ |
| Superoctav       | 02′    |
| Cornett III      |        |
| Mixtur IV–VI     |        |
| Trompete         | 08′    |

| II Schwellwerk C–g3 |        |
| Holzflöte           | 08′    |
| Quintadena          | 08′    |
| Principal           | 04′    |
| Violflöte           | 04′    |
| Waldflöte           | 02′    |
| Sifflöte            | 01 ⁄3′ |
| Scharff III–IV      |        |
| Dulcian             | 16′    |
| Trompete            | 04′    |

| III Brustwerk C–g3 |    |
| Gedackt            | 8′ |
| Koppelflöte 0      | 4′ |
| Principal          | 2′ |
| Nachthorn          | 1′ |
| Cymbel II          |    |
| Vox humana         | 8′ |

| Pedal C–f1      |     |
| Principal       | 16′ |
| Subbaß          | 16′ |
| Gedacktpommer 0 | 16′ |
| Octavbaß        | 08′ |
| Pommer          | 08′ |
| Choralbaß       | 04′ |
| Rohrtravers     | 02′ |
| Rauschpfeife IV |     |
| Posaune         | 16′ |

- Koppeln: II/I, III/I, III/II, I/P, II/P, III/P

## Glocken
Die Geschichte des einst größten und bedeutendsten stadtkölnischen Geläuts nach den Domglocken reicht bis ins Ende des 11. Jahrhunderts zurück. Im Glockengeschoss des Westwerks waren drei große Glocken aufgehängt, die das Sonn- und Feiertagsgeläut bildeten. Besondere Beachtung verlangt die große Christinaglocke, auch Albinusglocke genannt, da im Falle eines Neugusses der Glocke nicht nur die Inschrift der jeweiligen Vorgängerin übernommen, sondern auch ihre Größe (etwa 4.000 Kilogramm) und Tonlage b beibehalten wurden. Auf das Jahr 1313 lässt sich ihr bereits vierter Neuguss datieren. Erneut musste sie 1523 von Albertus Haychmann, dann 1764 von Martin Legros in barocker Gestalt und schließlich 1858 von Joseph Beduwe sogar als Faksimile der barocken Vorgängerin umgegossen werden. Nachdem im Jahre 1917 die Glocke zu Rüstungszwecken eingeschmolzen worden war, goss die Glockengießerei Otto aus Hemelingen/Bremen 1926 drei neue Bronzeglocken (b0 – c′ – b′) für St. Pantaleon. Auf der größten von diesen (3.950 Kilogramm bei 1,75 Metern Durchmesser) wurden zumindest die überlieferten Inschrifttexte wiederholt übernommen. Zwei der drei Glocken wurden im Zweiten Weltkrieg eingeschmolzen, die große Glocke stürzte im Krieg aus dem brennenden Glockenstuhl ab.
Die mittlere Glocke, der Gottesmutter geweiht, lässt sich auf das Ende des 11. Jahrhunderts zurückweisen. 1303, 1559 und 1892 wurde die Glocke umgegossen. 1926 erfolgte zusammen mit der großen Glocke ein Neuguss mit einem Gewicht von rund 2.850 Kilogramm bei 1,55 Metern Durchmesser. Ihre Tonlage c′ wurde bis zuletzt nicht verändert. Die kleine Glocke, dem heiligen Quirin geweiht, wurde zuletzt 1571 von Theodorus und Henricus Gnaviter umgegossen. Im Zweiten Weltkrieg wurde sie zerstört, einzelne Glockenscherben sind jedoch erhalten geblieben. Die Glocke mit der ungefähren Tonlage d′ wog etwa 1.500 Kilogramm bei einem Durchmesser von 1,35 Metern. Das Geläut erklang somit in der gleichen Disposition ut–re–mi wie das alte Domgeläut, jedoch eine kleine Terz höher.
Über dem östlichen Traufgesims des Mittelturms soll eine kleine Glocke gehangen haben.
In einem barocken Dachreiter über dem Presbyterium war noch ein kleines Chorgeläut aufgehängt, das für das Läuten zum täglichen Stundengebet und während der Wandlung bzw. Elevation bestimmt war. Zwei Glocken wurden 1663 von Johann Lehr in Köln gegossen mit Durchmessern von 82 und 65 Zentimetern in den Tönen h′ und dis″. Sie wurden im 18. Jahrhundert nach St. Anna zu Windberg verkauft, wo sie sich noch heute befinden.

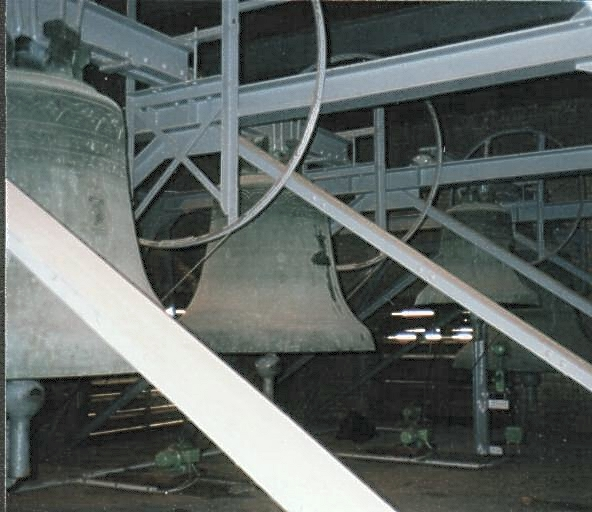
Glockenstube (v.l.: Michaels-, Bruno-, Marien- und Pantaleonsglocke)

Eine weitere Glocke wurde 1768 von Martin Legros zum dritten Mal umgegossen. Als Ersatz für das Chorgeläut nach dem Ersten Weltkrieg wurde zusammen mit den beiden großen Glocken 1926 noch eine kleinere Glocke, 480 Kilogramm bei 85 Zentimetern Durchmesser, im Ton b′ gegossen und im südlichen Flankenturm aufgehängt. Sie blieb nach dem Zweiten Weltkrieg als einzige Glocke erhalten und wurde für das 1956/57 konzipierte und von der Glockengießerei Petit & Gebr. Edelbrock gegossene vierstimmige Geläut eingeschmolzen. Bis auf die Tonlage der beiden großen Glocken steht dieses Geläut in keinem traditionellen Zusammenhang mehr zum alten Geläut:
| Nr. | Name      | Durchmesser (mm, ca.) | Masse (kg, ca.) | Schlagton (a′ = 435 Hz) | Inschrift |
| --- | --------- | --------------------- | --------------- | ----------------------- | --- |
| 1   | Pantaleon | 1.700                 | 3.000           | b0 +5/16                | O Hl. Pantaleon in Trübsal, Angst und Leid sei uns als Helfer und Patron als guter Arzt bereit                                |
| 2   | Michael   | 1.480                 | 2.000           | c1 +6/16                | Sancte Michael Archangele defende nos in praelio: ut non pereamus in tremendo judicio                                         |
| 3   | Bruno     | 1.420                 | 1.800           | des1 +6/16              | St. Bruno sieh die große Not die unser Vaterland bedroht + Geteiltes Deutschland bald verein lass ganz Europa Schutzwall sein |
| 4   | Maria     | 1.080                 | 0.750           | f1 +5/16                | Maria – Alle Tage sing und sage Lob der Himmelskönigin + Jungfrau, Mutter Jesu mein, lass mich ganz dein Eigen sein           |

## Äbte
Nach Angaben der Germania Sacra.
| Name        | von    | bis  |
| ----------- | ------ | ---- |
| Christianus | 963/64 | 1001 |
| Heinrich    | 1052   | 1066 |
| Hermann     | 1091   |      |
| Wolbero     | 1147   | 1167 |
| Heinrich    | 1200   |      |

| Name                  | von      | bis  |
| --------------------- | -------- | ---- |
| Dietrich              | 1286     |      |
| Johann von Forst      | 1447     | 1452 |
| Wilhelm von Bocholtz  | um 1487  |      |
| Johann von Enstingen  | 1502     | 1516 |
| Heinrich Spichernagel | vor 1641 |      |

| Name               | von  | bis  |
| ------------------ | ---- | ---- |
| Aegidius Romanus   | 1646 | 1684 |
| Reinhold Bahnen    | 1717 |      |
| Wilhelm von Jülich |      |      |

## Belletristik
- Peter von Steinitz: Pantaleon der Arzt. Roman, Freundeskreis St. Pantaleon, Köln 2005, ISBN 3-9805197-3-2.